# Michael Edwin Akam
Michael Edwin Akam (* 19. Juni 1952 in Bromley (Kent)) ist ein britischer Zoologe, Evolutions- und Entwicklungsbiologe.
Akam studierte Zoologie an der Universität Cambridge unter anderem bei Sydney Brenner und Peter Anthony Lawrence und promovierte an der Universität Oxford mit einer Dissertation über die Identifizierung und Kartierung von Genen für die Blutproteine der Larven von Drosophila. 1979 war er als Post-Doktorand und Damon Runyan Fellow an der Stanford University, wo er an der ersten Identizierung der Hox-Gene beteiligt war. Ab 1982 war er wieder in Cambridge in der Abteilung Genetik, wo er erstmals nachwies, dass Hox-Gene an bestimmten axialen Position entlang der tierischen Körperachse aktiviert sind. 1989 war er Gründungsmitglied des Wellcome/CRC Institute for Cancer and Development Biology (heute Gurdon Institute) in Cambridge. Er ist Professor und (seit 2006) Fellow am Darwin College der Universität Cambridge und seit 1997 Direktor des University Museum of Zoology in Cambridge. 2010 wurde er 1866 Professor für Zoologie und von 2010 bis 2016 leitete er die Abteilung Zoologie in Cambridge.
Er befasst sich mit Evolution und Entwicklung von Diversität bei Arthropoden, speziell Mechanismus der Segmentierung (Hox-Genkomplex), Kontroll der Segment-Identität und Musterbildung in frühen Embryophase. Dabei arbeitet er insbesondere mit Drosophila, Tausendfüßern, Krebstieren und Springschwänzen (und anderen frühen Hexapoden). Dabei untersucht er auch abweichende Segmentierungsmuster von der des klassischen Modelltiers Drosophila bei verschiedenen Käfern und anderen Insekten, Stummelfüßern und Hundertfüßern. Er war maßgeblich an der ersten Genomsequenzierung eines Tausendfüßers beteiligt, des maritimen Hundertfüßers (Erdläufer) Strigamia maritima, der häufig an der britischen Küste ist.
Von 1979 bis 1981 war er Damon Runyan Fellow an der Stanford University. Er ist Mitglied der American Association for the Advancement of Science und 2000 wurde er Fellow der Royal Society.
2013 erhielt er die Frink-Medaille, 2007 die Alexander-Kowalewski-Medaille und 2009 die Linné-Medaille. 1987 wurde er Mitglied der European Molecular Biology Organization.

## Schriften (Auswahl)
- mit P. Goelet, J. Karn u. a.: Nucleotide sequence of tobacco mosaic virus RNA, Proc. Nat. Acad. USA, Band 79, 1982, S. 5818–5822
- The location of Ultrabithorax transcripts in Drosophila tissue sections, The EMBO Journal, Band 2, 1983, S. 2075–2084
- mit W. Bender, D. Hogness u. a.: Molecular genetics of the bithorax complex in Drosophila melanogaster, Science, Band 221, 1983, S. 23–29
- The molecular basis for metameric pattern in the Drosophila embryo, Development, Band 101, 1987, S. 1–22
- mit I. Dawson, G. Tear: Homeotic genes and the control of segment diversity, Development, Band 104 (Supplement), 1988, S. 123–133
- mit V. Irish, A. Martinze-Arias: Spatial regulation of the Antennapedia and Ultrabithorax homeotic genes during Drosophila early development, EMBO Journal, Band 8, 1989, S. 1527–1537
- mit V. Irish, R. Lehmann: The Drosophila posterior-group gene nanos functions by repressing hunchback activity, Nature, Band 338, 1989, S. 646–648
- Hox and HOM: homologous gene clusters in insects and vertebrates, Cell, Band 57, 1989, S. 347–349
- mit M. Averof: Hox genes and the diversification of insect and crustacean body plans, Nature, Band 376, 1995, S. 420–423
- mit F. Falciani, S. Brown u. a.: Class 3 Hox genes in insects and the origin of zen, Proc. Nat. Acad. Sci. USA, Band 93, 1996, S. 8479–8484
- mit E. Abouheif, N. H. Patel, P. W. Holland u. a.: Homology and developmental genes, Trends in Genetics, Band 13, 1997, S. 432–433
- mit R. De Rosa u. a.: Hox genes in brachiopods and priapulids and protostome evolution, Nature, Band 399, 1999, S. 772–776
- mit C. E. Cook u. a.: Hox genes and the phylogeny of the arthropods, Current Biology, Band 11, 2001, S. 759–763
- mit C. G. Extavour: Mechanisms of germ cell specification across the metazoans: epigenesis and preformation, Oxford University Press for The Company of Biologists Limited, 130, 2003
- mit A. D. Peel, A. D. Chipman: Arthropod segmentation: beyond the Drosophila paradigm, Nature Reviews Genetics, Band 6, 1995, S. 905–916